# Telli Hümaşah szultána
Telli Hümaşah szultána, Ibrahim oszmán szultán hites felesége,a fő hászeki és Baskadin szultána.

## Története
Telli Hümaşah szultána Kaukázusban született, 1630 környékén, 1647-ben egy fényűző ceremónián vette feleségül Ibrahim szultán.
A szultán az egyiptomi kincstárat adta neki hozományként. Az Őrült Ibrahim szultán vér szerinti lánytestvéreit Ayşet, Fatmát, Hanzadet, Geverhant és unokahúgát, IV. Murád oszmán szultán egyetlen lányát, Kaya szultánát is, Hümasah szultána szolgálatába állította.
1648-ban szült neki egy fiút, Orhan herceget, de a kis herceg 1650-ben meghalt. Telli szultána a régi palotába került férje halála után, itt halt meg 1672-ben.

## Gyermekei
- Orhan herceg (1648)